# Генрі Геннел
Генрі Геннел (англ. Henry Hennell; близько 1797 – 4 липня 1842) — англійський хімік.
Геннел був одним із засновників Лондонського хімічного товариства і був членом першої обраної ради хімічного товариства. Він був обраний співробітником королівського товариства в 1829 році. Працював хімічним оператором у залі аптекарів у Лондоні Apothecaries' Hall, London.
У 1825 році Майкл Фарадей відкрив, що сірчана кислота може поглинати великі обсяги коксового газу. Він дав отриманий розчин Геннеллу, який у 1826 році знайшов, що він містить етилсірчану кислоту (моноетил сульфат). Знахідка Геннелла була важливим проривом у синтезі етанолу та призвела до значних змін в органічній хімії.
Сер Гамфрі Деві висловлював найвищу думку до нього як до людини науки, і він з однаковою повагою ставився до Фарадея та до професора Бранде, який був його учнем протягом років. 
Втратив своє життя Генрі Геннел дуже шокуюче. За наполегливого прохання Ост-Індійської компанії, він готував близько шести фунтів гримучої ртуті для ударних ковпаків, які мали використовуватись на Сході, коли стався жахливий вибух, який стривожив увесь район, знищив багато скла та розірвав науковця на шматки  Одна рука була знайдена на даху Зали Аптекарів, а палець на Юніон-стріт був піднятий на відстані більше сотні метрів.
Спадкоємцем Геннелла як хімічного оператора в Залі аптекарів, був Роберт Уорингтон.

## Вибрані публікації
- On the mutual action of sulphuric acid and alcohol, with observations on the composition and properties of the resulting compound (PDF). Philosophical Transactions of the Royal Society of London. 116: 240—249. 1826. doi:10.1098/rstl.1826.0021. Архів оригіналу (PDF) за 19 липня 2018. Процитовано 25 березня 2018.
- On the Mutual Action of Sulphuric Acid and Alcohol, and on the Nature of the Process by Which Ether is Formed (PDF). Philosophical Transactions of the Royal Society of London. 118: 365—371. 1828. doi:10.1098/rstl.1828.0021. Архів оригіналу (PDF) за 19 липня 2018. Процитовано 25 березня 2018.
- Ueber die Wirkung zwischen Schwefelsäure und Alkohol, und über die Natur des Prozesses der Aetherbildung. Annalen der Physik. 1828. doi:10.1002/andp.18280901013.